# Theronia trilineata
Theronia trilineata är en stekelart som först beskrevs av Brulle 1846.  Theronia trilineata ingår i släktet Theronia och familjen brokparasitsteklar. Inga underarter finns listade i Catalogue of Life.